# Pleurothallis aggeris
Pleurothallis aggeris är en orkidéart som beskrevs av Carlyle August Luer. Pleurothallis aggeris ingår i släktet Pleurothallis och familjen orkidéer. Inga underarter finns listade i Catalogue of Life.